# La Femme errante
Pour plus de détails, voir Fiche technique et Distribution.
La Femme errante (titre original : White Banners) est un film américain en noir et blanc réalisé par Edmund Goulding, sorti en 1938.

## Synopsis
Dans la campagne de l'Indiana, en 1919. Le professeur Paul Ward est indigné lorsqu'il perd le brevet d'une invention qui lui est chère : un réfrigérateur distributeur de glace. Mais lui et son jeune assistant, Peter Trimble, ne se découragent pas et commencent à travailler sur un projet qui aboutira à un congélateur encore plus sophistiqué. 
Une nouvelle femme de ménage est embauchée, Hannah. Mystérieuse et venue de loin, elle semble désireuse de savoir où se trouve le fils qu'elle a adopté peu de temps après sa naissance.

## Fiche technique
- Titre original : White Banners
- Titre français : La Femme errante
- Réalisation : Edmund Goulding
- Scénario : Lenore J. Coffee (en), Cameron Rogers et Abem Finkel
  - d'après le roman White Banners de Lloyd C. Douglas (1936)
- Musique : Max Steiner
- Photographie : Charles Rosher
- Montage : Thomas Richards
- Producteurs : Henry Blanke et Hal B. Wallis
- Société de production et de distribution : Warner Bros.
- Pays de production :  États-Unis
- Langue d'origine : anglais américain
- Format : noir et blanc — 35 mm — 1,37:1 — son : mono
- Genre : drame
- Durée : 92 minutes
- Dates de sortie :
  - États-Unis : 22 juin 1938
  - France : 23 novembre 1938

## Distribution
- Claude Rains : Paul Ward
- Fay Bainter : Hannah Parmalee
- Jackie Cooper : Peter Trimble
- Bonita Granville : Sally Ward
- Henry O'Neill : Sam Trimble
- Kay Johnson : Mme Marcia Ward
- James Stephenson : Thomas Bradford
- Edward Pawley : Bill Ellis